# Lazce (Olomouc)
Lazce (německy Laske; místně dříve také Lazka) jsou bývalá obec, nyní městská čtvrť a katastrální území na sever od centra statutárního města Olomouce s cca 6 tisíci obyvateli.

## Název
Nejstarší doložená podoba jména (1298) zní Lazec, což byla zdrobnělina obecného láz. To bylo označení pozemku na okraji lesa vzniklého vypálením lesního porostu. Další doklady ukazují, že jméno kolísalo: buď se používala podoba Lazce, což je množné číslo od lazec, nebo podoba Lazky, což bylo množné číslo jinak utvořené zdrobněliny od láz. Z posledního byl utvořen (záměnou rodu) i tvar jednotného čísla Lazka (zapisovaný často jako Laska, v němčině Laske). Koncem 19. století se v češtině ustálila dnešní podoba Lazce.

## Historie
První písemná zmínka o Lazcích pochází z roku 1298, kdy král Václav II. daroval klášteru klarisek na Předhradí území za Rohelskou bránou s vodním mlýnem a malou osadou, v níž žilo osm rolníků a čtyři rybáři. Kvůli výstavbě olomoucké pevnosti byla osada roku 1746 zbořena a osm zde dosud žijících rodin se přesunulo asi jeden kilometr severněji. Zachován byl ale u nově postavené Františkovy brány zdejší starodávný mlýn, jehož majitelé se postupně střídali a který fungoval až do roku 1932, kdy vyhořel (dnes je na jeho místě novostavba finančního úřadu). Po vzniku obecních samospráv roku 1850 byly Lazce nejdříve osadou Černovíra, s nímž je pojil dřevěný most přes řeku Moravu, samostatnou obcí se staly až roku 1884. Ovšem už roku 1919 svou samostatnost ztratily, protože se staly součástí nově vytvořené Velké Olomouce.
Původně velmi malá ves se začala rozvíjet, až když zde byla roku 1876 vybudována Zweigova sladovna nebo roku 1907 Königův závod na rybí konzervy, pozdější konzervárny a mrazírny Andersen a spol., a především když na území u ramene Moravy pod katedrálou zvaném Královská louka začala na počátku 20. století výstavba vilek a rodinných domů. Této nové čtvrti se říkalo Nové Lazce nebo také Letná. Rozvíjel se i sport, bylo zde postaveno první olomoucké fotbalové hřiště (1914), kluziště, na němž se v Olomouci poprvé hrál hokej, také plovárna, dostihové závodiště nebo další fotbalové hřiště pro SK Černovír. V roce 1978 zde byla také otevřena univerzitní sportovní hala nadregionálního významu a území mezi starými a novými Lazci bylo v tu dobu zastavěno panelovým sídlištěm.
| Rok      | 1869 | 1880 | 1890 | 1900 | 1910 | 1921 | 1930 |
| -------- | ---- | ---- | ---- | ---- | ---- | ---- | ---- |
| Obyvatel | 149  | 234  | 273  | 360  | 601  | 822  | 1709 |
| Domů     | 17   | 23   | 22   | 27   | 43   | 77   | 185  |
| Rok      | 1950 | 1961 | 1970 | 1980 | 1991 | 2001 | 2011 |
| Obyvatel | 2861 | 3140 | 3185 | 4728 | 7660 | 6899 | 5983 |
| Domů     | 334  | ?    | 357  | 418  | 503  | 511  | 529  |

## Sport a kultura

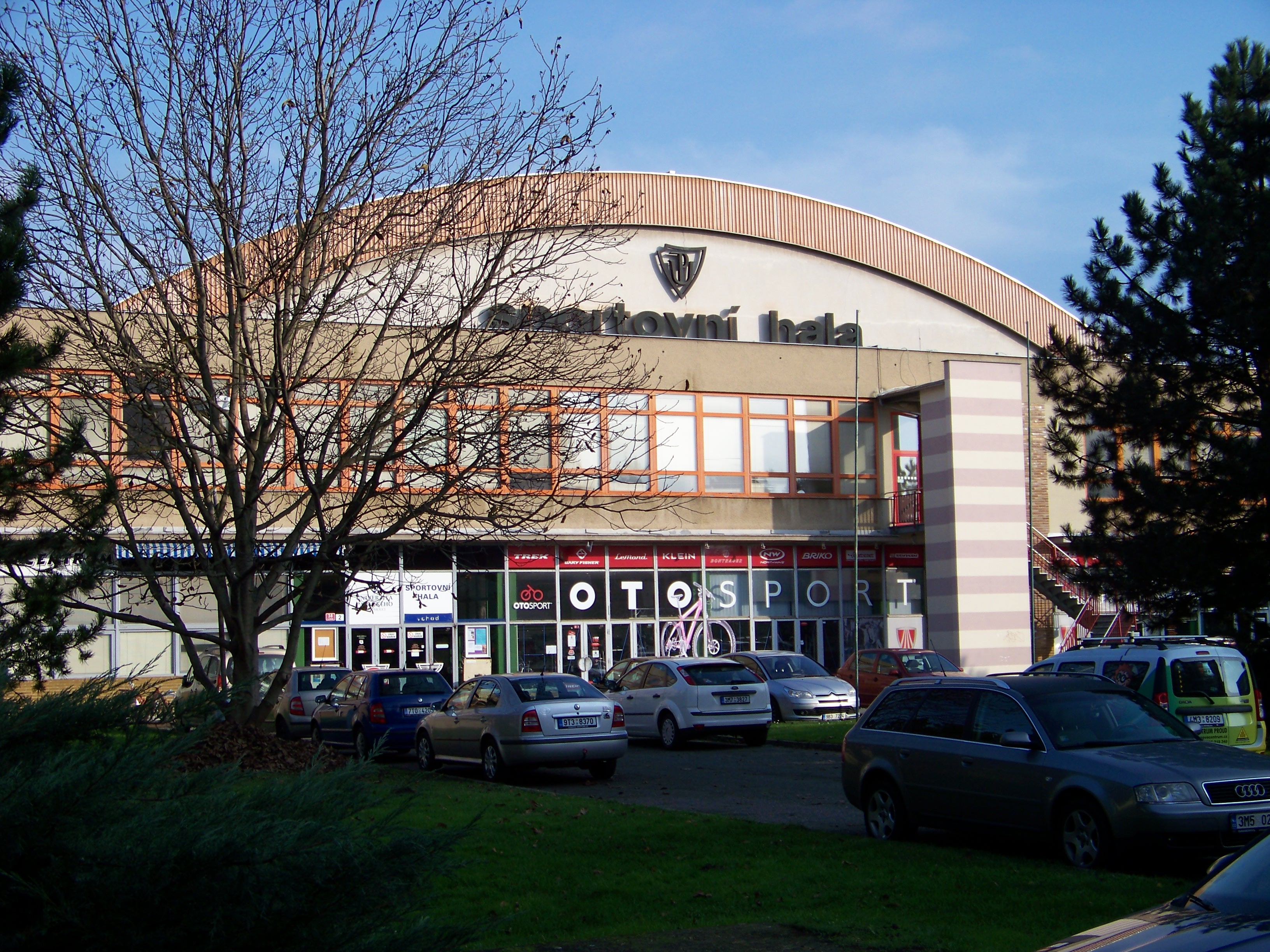
Sportovní hala UP

Nachází se zde nový baseballový stadion, na kterém se konalo i Mistrovství Evropy v baseballu, Sportovní hala Univerzity Palackého, v níž hraje např. ženský volejbalový klub VK UP Olomouc, a i jiná sportoviště. Za první republiky a kolem roku 1968 zde fungovala dostihová dráha pro rovinové dostihy a proutěné překážky.
V minulosti se zde konal každoroční festival piva „Beerfest“ neboli Pivní festival Česka (největší pivní festival v ČR).

## Osobnosti
- Vladimír Talášek (1901–1942), československý důstojník a odbojář z období druhé světové války popravený nacisty